# 伊東祐續
伊東 祐續（いとう すけつぐ、正徳5年（1715年） - 安永6年9月2日（1777年10月2日））は、江戸時代中期から後期の旗本寄合席。諱は祐縄、祐續。通称は勝之丞、采女、内膳。石高は近江国栗太郡、甲賀郡、野洲郡、滋賀郡のうち5000石。
日向国飫肥藩主家伊東家分家にあたる祐豊系の旗本伊東家第4代目当主。

## 生涯
祐詮の次男であったが、兄の豊之助が早世し、享保15年7月21日（1730年9月4日）に父・祐詮の死により、その跡を継ぎ、同年10月22日に徳川吉宗へ初御目見えを済ませる。家祖の祐豊から父の祐詮までの歴代当主が江戸幕府の小姓または中奥小姓を歴任していたが、祐續は小姓や中奥小姓に就任することはなかった。
元文6年（1741年）および寛保3年（1743年）、延享3年（1746年）刊行の須原屋茂兵衛蔵板武鑑の御寄合衆に「五千石　本所二ツ目　伊東采女」とある。
宝暦3年12月8日（1754年4月1日）に長男の祐峯に跡を譲って隠居し、安永6年（1777年）に死去。享年64。法名は宗峻。

## 系譜
- 父：伊東祐詮
- 母：高木正長養女 - 土屋茂直の娘
- 妻：大久保忠明（玄蕃）の娘
- 生母不明
  - 長男：伊東祐峯
  - 男子：伊東祐訓